# Semaine 29
D'après la norme ISO 8601, une semaine débute un lundi et s'achève un dimanche, et une semaine dépend d'une année lorsqu'elle place une majorité de ses sept jours dans l'année en question, soit au moins quatre. Dès lors, la semaine 29 est la semaine du vingt-neuvième jeudi de l'année. Elle suit la semaine 28 et précède la semaine 30 de la même année.
La semaine 29 est pratiquement toujours la semaine du 19 juillet, sauf exceptionnellement, dans le cas d'une année bissextile commençant un jeudi.
Elle commence au plus tôt le 12 juillet et au plus tard le 19 juillet.
Elle se termine au plus tôt le 18 juillet et au plus tard le 25 juillet.

## Notations normalisées
La semaine 29 dans son ensemble est notée sous la forme W29 pour abréger.
| Jour de la semaine 29 | Notation |
| --------------------- | -------- |
| Lundi                 | W29-1    |
| Mardi                 | W29-2    |
| Mercredi              | W29-3    |
| Jeudi                 | W29-4    |
| Vendredi              | W29-5    |
| Samedi                | W29-6    |
| Dimanche              | W29-7    |

## Cas de figure
| Cas | Le 31 décembre est… | L'année est une année… | Le vingt-neuvième jeudi de l'année tombe… | La semaine 29 débute… | La semaine 29 s'achève… | Premier cas après 2008 |
| --- | ------------------- | ---------------------- | ----------------------------------------- | --------------------- | ----------------------- | ---------------------- |
| 0   | Un vendredi         | bissextile DC          | Le 15 juillet                             | Le lundi 12 juillet   | Le dimanche 18 juillet  | 2032                   |
| 1   | Un jeudi            | D ou ED                | Le 16 juillet                             | Le lundi 13 juillet   | Le dimanche 19 juillet  | 2009                   |
| 2   | Un mercredi         | E ou FE                | Le 17 juillet                             | Le lundi 14 juillet   | Le dimanche 20 juillet  | 2014                   |
| 3   | Un mardi            | F ou GF                | Le 18 juillet                             | Le lundi 15 juillet   | Le dimanche 21 juillet  | 2013                   |
| 4   | Un lundi            | G ou AG                | Le 19 juillet                             | Le lundi 16 juillet   | Le dimanche 22 juillet  | 2018                   |
| 5   | Un dimanche         | A ou BA                | Le 20 juillet                             | Le lundi 17 juillet   | Le dimanche 23 juillet  | 2017                   |
| 6   | Un samedi           | B ou CB                | Le 21 juillet                             | Le lundi 18 juillet   | Le dimanche 24 juillet  | 2011                   |
| 7   | Un vendredi         | C                      | Le 22 juillet                             | Le lundi 19 juillet   | Le dimanche 25 juillet  | 2010                   |

1. 1 2 3  Dans ce cas, l'année compte une semaine 53.